# Ledové moře

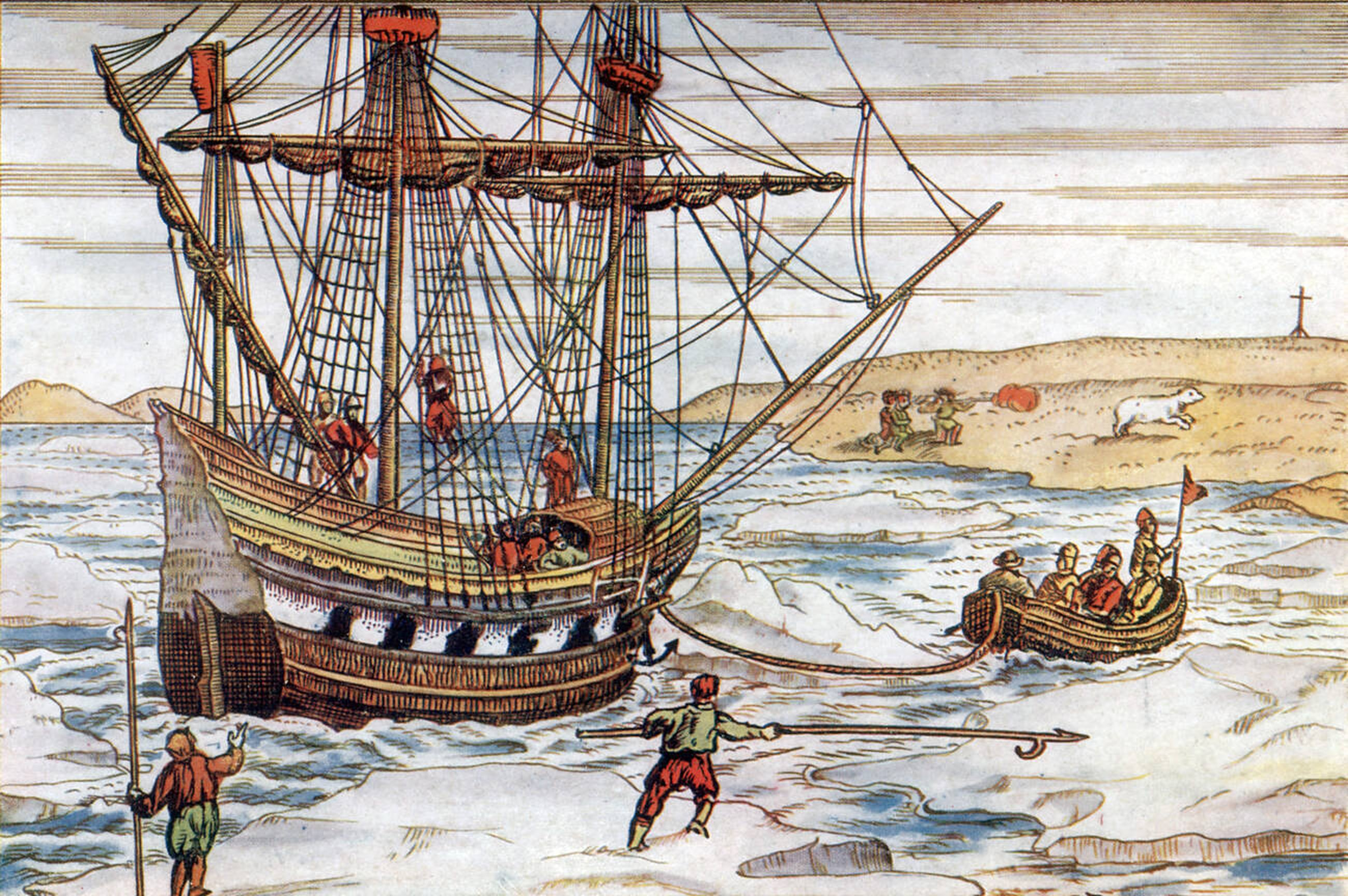
Barentsova loď uvízlá v ledu.

Ledové moře (1968, Die Eissee) je román o poslední plavbě holandského mořeplavce Willema Barentse (asi 1550–1597), který napsal německý spisovatel Herbert Friedrich. Knihu je možno považovat za dílo dobrodružné literatury, ale zároveň jde vlastně o psychologický román s několika dějovými rovinami a množstvím přechodů mezi realitou, minulostí a představovanou budoucností. S literaturou pro mládež knihu spojuje jeden z jejích hrdinů, čtrnáctiletý plavčík Jan Hillebrants.

## Obsah knihy

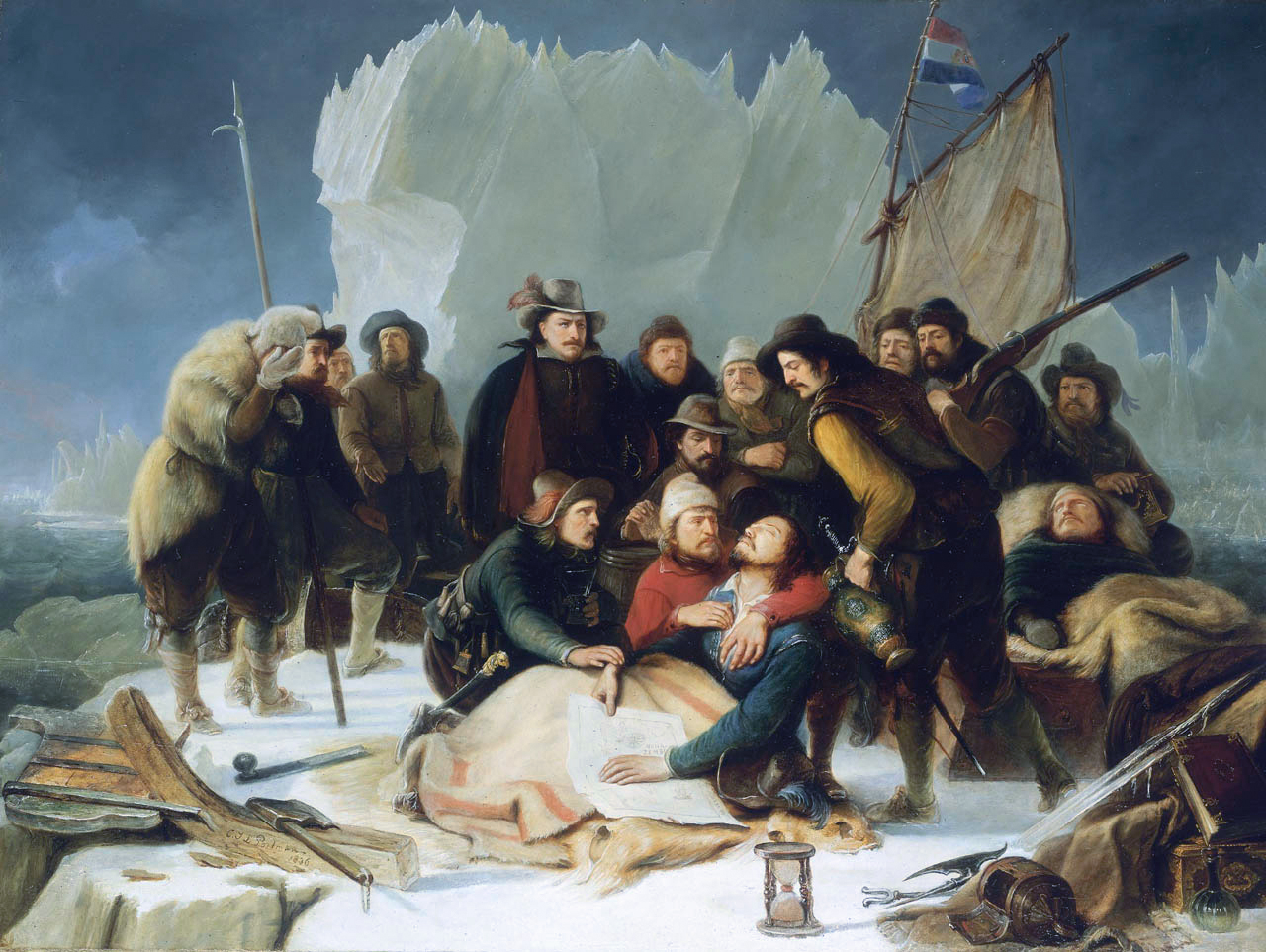
Barentsova smrt

Barentsova mapa Arktidy

Román vypráví o skutečných událostech z let 1596–1597. V té době se Holandsko stává námořní velmocí a holandští obchodníci chtějí, aby mořeplavci našli kratší cestu do Číny a Japonska kolem severního ruského pobřeží nebo přes severní pól, tzv. severní cestu, která by umožnila další rozvoj obchodu. Město Amsterdam proto vyšle na cestu do Arktidy dva koráby, Amstelredam a Ledové moře, pod vedením kapitánů Jana Cornelise van Rijpa a Jacoba van Heemskercka a zkušeného navigátora Willema Barentse.
Výprava nejprve objeví dva dosud neznámé ostrovy – Medvědí ostrov a Špicberky – a pak se rozdělí. Amstelredam se pod vedením kapitána van Rijpa snaží najít cestu přes severní pól a Ledové moře s van Heemskerckem a Barentsem se vydá k Nové zemi. Loď dopluje k východním břehům ostrova, ale příchod zimy zabrání výpravě v další plavbě. Posádka zde proto musí za těžkých podmínek přezimovat. Protože se koráb ani na jaře roku 1597 z ledu neuvolnil, musí posádka vyrazit ze zimoviště na zpáteční cestu ve dvou otevřených člunech. Zatímco většina mužů tuto krutou plavbu přežije, Barents na cestě umírá.
Barentsova poslední plavba tak nesplnila cíl, který jí stanovili amsterdamští obchodníci, měla však velký význam vědecký. Barents zmapoval nově objevené ostrovy i pobřeží Nové země a změřil hloubku moře, kudy se plavil. Jeho mapa sloužila mnoha generacím námořníků, kteří se vydávali do těchto končin.

## Česká vydání
- Ledové moře, Albatros, Praha 1985, přeložila Milada Misárková.